# Hario Radio Tower
Hario Radio Tower (japonsky 針尾送信所) je bývalá bezdrátová rádiová vysílací stanice v japonském městě Sasebo v prefektuře Nagasaki, postavená na poloostrově Hario jižně od centra města. Tato stanice Japonského císařského námořnictva postavená k udržení spojení s japonskou flotilou patřila ve své době mezi nejvýkonnější rádiové vysílače v Japonsku. Hario byl výkonný vysílač postavený na odesílání zpráv na dlouhé vzdálenosti. Od roku 2013 patří toto moderní, technologicky vyspělé zařízení mezi kulturní bohatství Japonska a je příkladem inženýrství a technologie své doby.

## Historie
Záměr postavit stanici se datuje do doby rusko-japonské války v letech 1904–1905. Jako účastník první světové války bojovalo Japonsko na straně Dohody proti Rakousko-Uhersku a Německu. Během války obsadilo německé kolonie v Mikronésii - Marianské ostrovy (mimo Guam), Karolíny a Marshallovy ostrovy (tato území se po válce stala jeho koloniemi, ve 2. světové válce o ně přišlo).
Po skončení války vybudovalo v letech 1918–1922 Císařské japonské námořnictvo stanici na poloostrově Hario. Během 2. světové války měla stanice přímé spojení s velitelským střediskem protivzdušné obrany Sasebo.

## Popis
Stanice se skládá ze tří železobetonových komínů kruhového půdorysu o průměru 12,1 metru u základny a 136 metrů na výšku rozmístěných do rovnostranného trojúhelníka o rozměrech 300 metrů a provozní budovy umístěné uprostřed. Uvnitř těchto komínů, které slouží jako ochranný vnější kryt, se nachází vlastní ocelové nosníky vysílače. Vysílače na vrcholu každé věže byly původně propojeny spojovacími kabely.
Původní zařízení bylo odstraněno, zůstal pouze kovový skelet a železobetonový plášť. Dochovaly se věže, vysílací místnost, několik dalších menších budov a brána.

## Další informace
Rozkaz k útoku na Pearl Harbor šel údajně přes tuto stanici. Rozkaz vznikl na bitevní lodi Nagato, poté byl poslán do Tokia a pak se předpokládá, že byl předán na stanici Hario, která jej poslala na Tchaj-wan (též Formosa), než se dostal k flotile na moři. Nelze to prokázat, protože záznamy stanice byly na konci války spáleny Japonci.

## Galerie

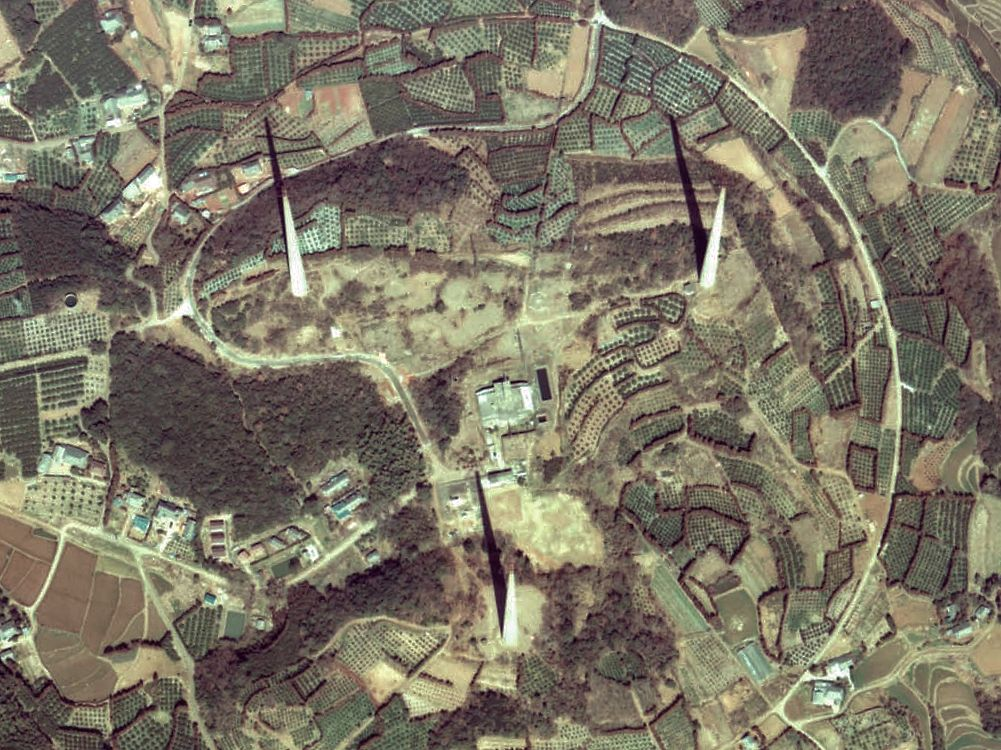
umístění radiových věží
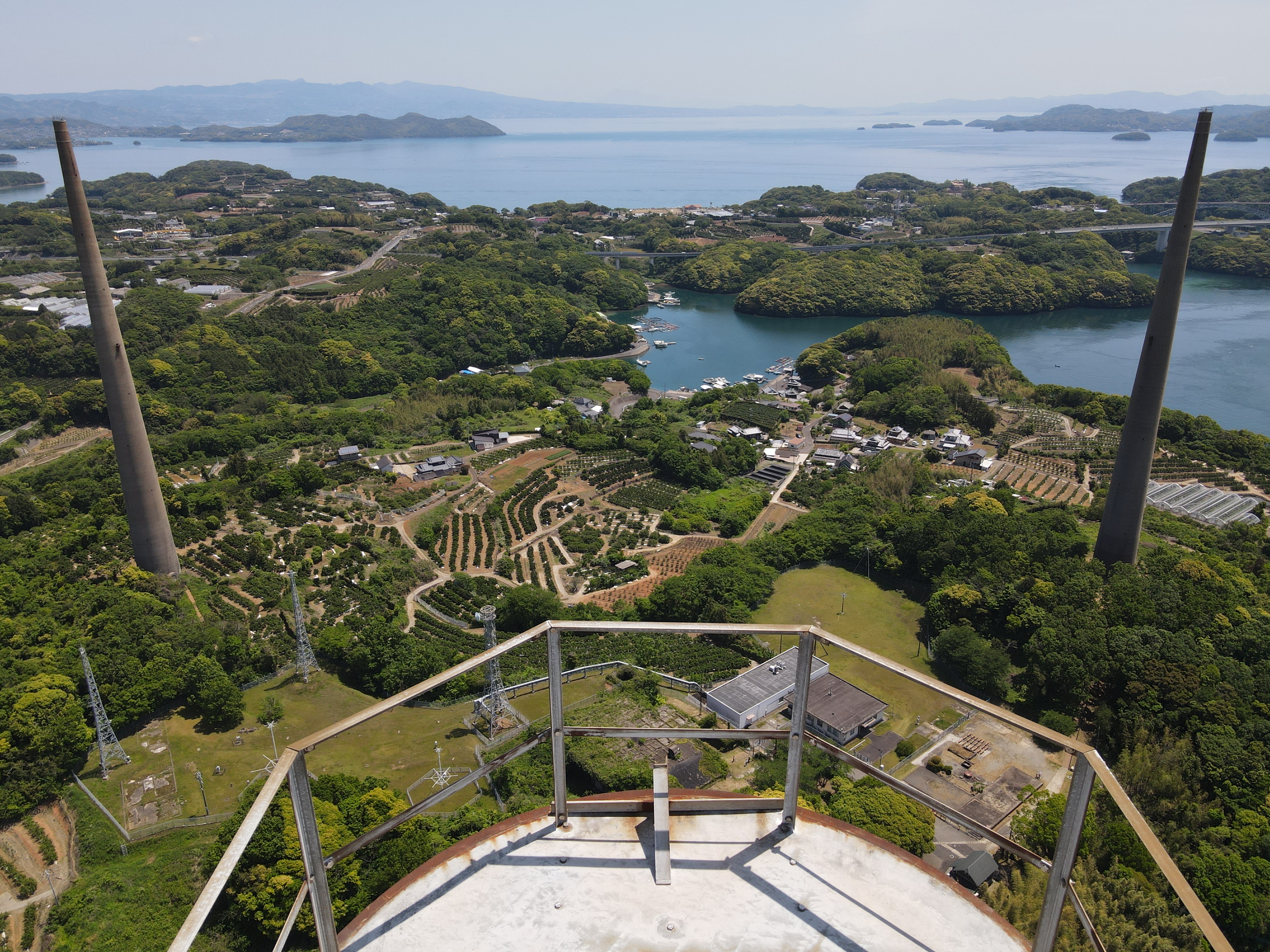
pohled z vrcholu jedné z věží
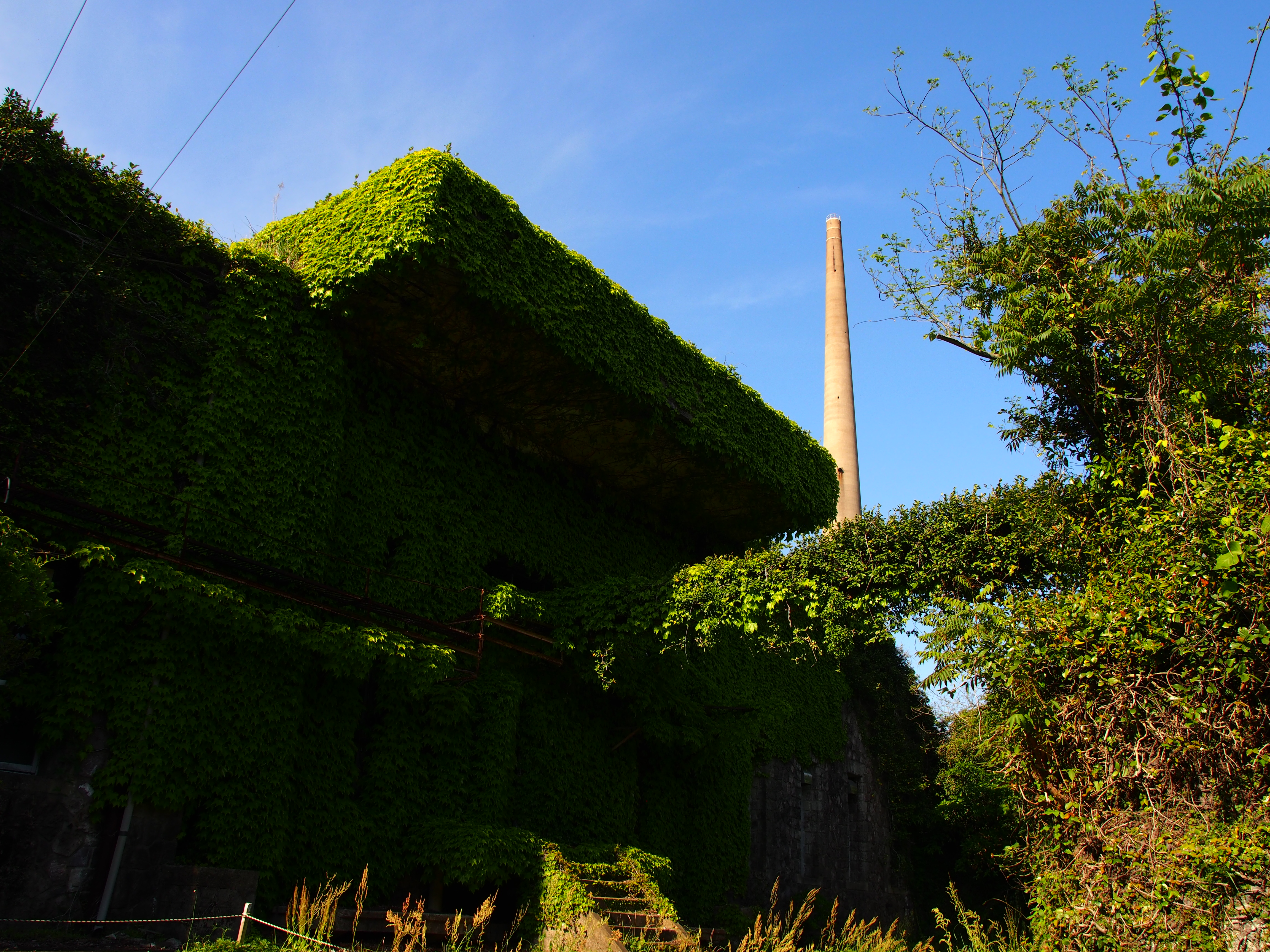
telegrafní budova
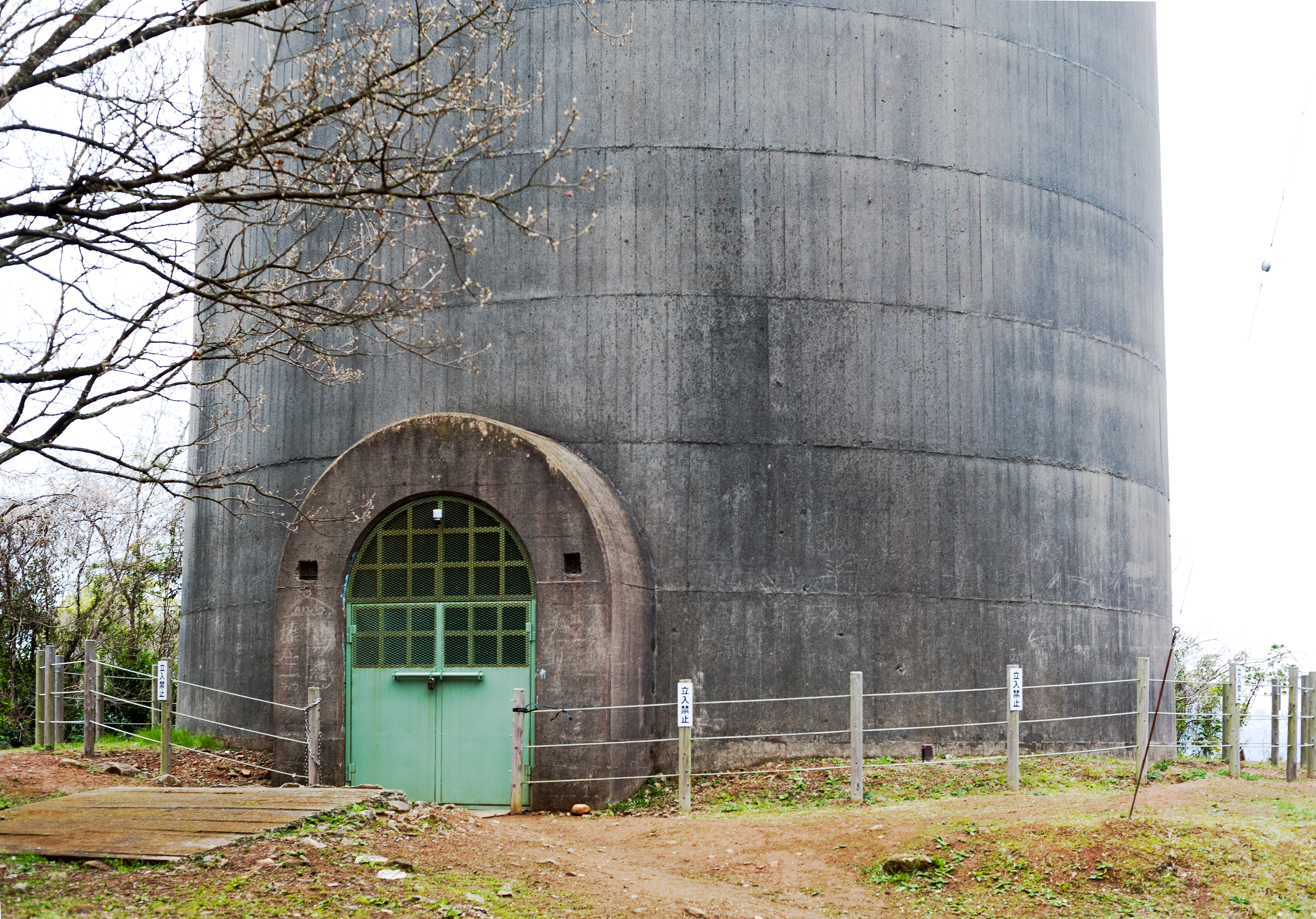
vchod do věže
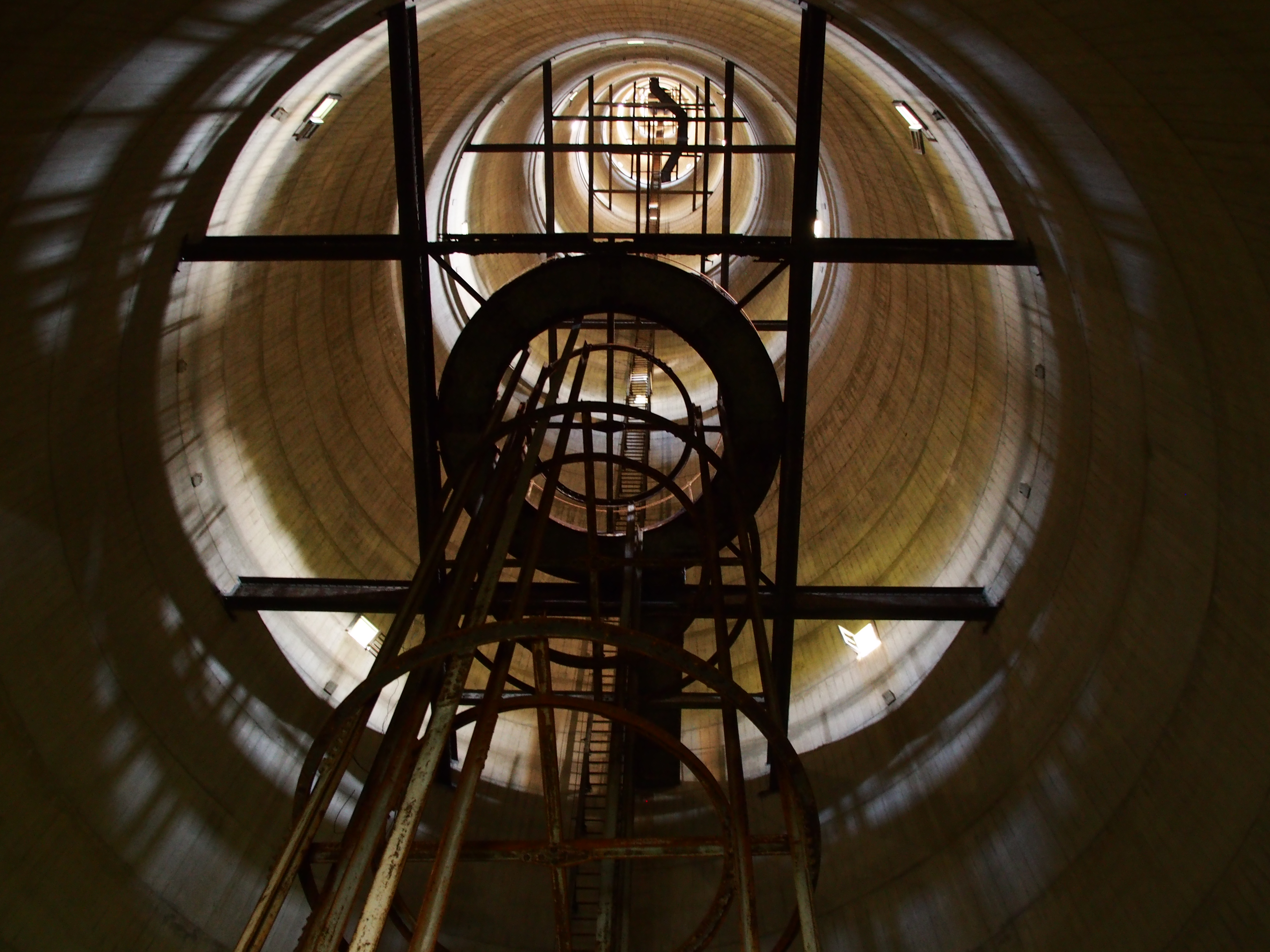
interiér věže
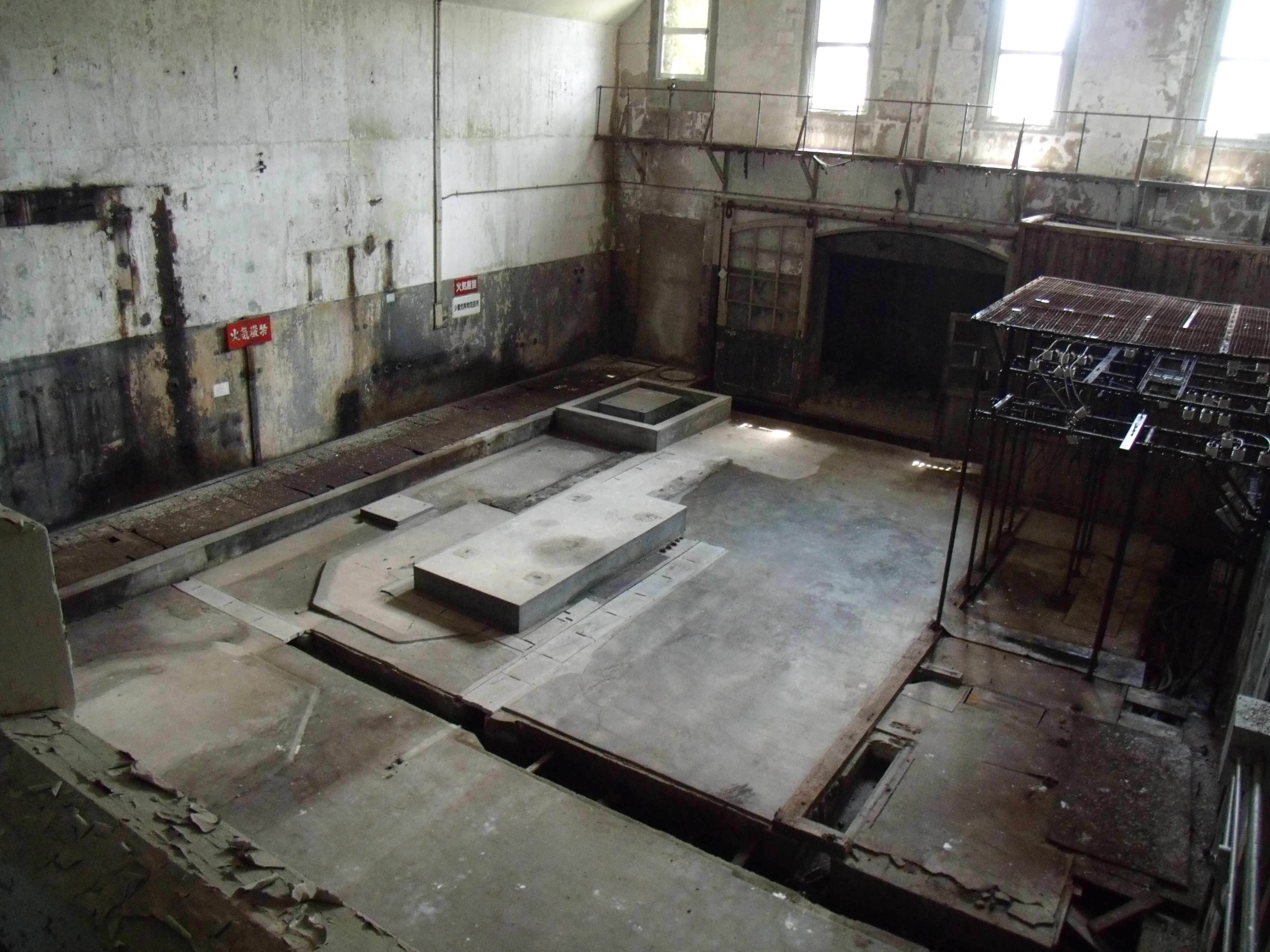
interiér stanice